# Antipapa Eulálio
Quinto antipapa na história do catolicismo, cuja atuação foi curta (418 - 419) como a do antipapa anterior Ursino (366 - 367).
Depois da morte do Papa Zósimo I (418), parte do povo elegeu, com o apoio de Símaco, o prefeito de Roma, o arquidiácono Eulálio, enquanto a maioria do clero se decidiu por um velho sacerdote, Bonifácio. Os dois grupos não entraram em acordo, e a decisão foi levada, pelos partidários de Bonifácio, ao Imperador Honório de Roma, que determinou que ambos os concorrentes se mantivessem longe de Roma enquanto um concelho tomasse a decisão. Este, confirmou o papado a Bonifácio, e outorgou a Eulálio um bispado em Campânia, onde morreu no ano de 423.
Diz-se que Eulálio não obedeceu inicialmente o chamamento do Imperador, e resolver tomar a Basílica de São João de Latrão pela força das armas